# لورلاتينيب
لورلاتينيب (Lorlatinib)، الذي يُباع تحت الاسم التجاري لوربرينا و لورفيكا(Lorbrena and Lorviqua )، هو دواء يستخدم لعلاج سرطان الرئة ذو الخلايا غير الصغيرة (NSCLC).  على وجه التحديد، الحالات الإيجابية لسرطان الغدد الليمفاوية الكشمي كيناز (ALK) و التي فشلت معه العلاجات الأخرى.  و يؤخذ عن طريق الفم. 
الآثار الجانبية الشائعة لهذا العقار هي؛ ارتفاع نسبة الكوليسترول، و ارتفاع الدهون الثلاثية، و التورم، و الاعتلال العصبي المحيطي، و مشاكل في الذاكرة، و التعب، و زيادة الوزن، و آلام المفاصل.  إضافة إلى ذلك، فقد تشمل الآثار الجانبية الأخرى على مشاكل الكبد، والنوبات، والهلوسة و الالتهاب الرئوي، و الاختصار الأذيني AV.  أما استخدامه في الحمل فقد يضر الجنين.  و هو مثبط التيروزين كيناز لـ ALK و ROS1 . 
تمت الموافقة على استخدام لورلاتينيب طبيًا في الولايات المتحدة في عام 2018 وكذلك أوروبا في 2019.   في المملكة المتحدة، يكلف هيئة الخدمات الصحية الوطنية حوالي 5300 جنيه إسترليني شهريًا اعتبارًا من عام 2021.  و يكلف هذا القدر في الولايات المتحدة حوالي 18500 دولار أمريكي. 